# Маркус Елліс
Маркус Елліс (англ. Marcus Ellis; нар. 14 вересня 1989) — британський бадмінтоніст, бронзовий призер Олімпійських ігор 2016 року.

## Виступи на Олімпіадах
| Олімпіада           | Дисципліна    | Місце |
| ------------------- | ------------- | ----- |
| Ріо-де-Жанейро 2016 | парний розряд | 3     |

## Зовнішні посилання
- Маркус Елліс — олімпійська статистика на сайті Sports-Reference.com (англ.) (архівна версія)
- Маркус Елліс на сайті BWF.tournamentsoftware.com (англійська)
- Маркус Елліс на сайті BWFbadminton.com (англійська)
- Маркус Елліс на сайті Olympics.com (англійська)
- Маркус Елліс на сайті Olympedia (англійська)
- Маркус Елліс на сайті British Olympic Association (англійська)